# Arkansas City (Kansas)
Arkansas City – miasto położone w hrabstwie Cowley.